# Kalsdorf bei Graz
Kalsdorf bei Graz là một đô thị thuộc huyện Graz-Umgebung bang Steiermark, nước Áo. Đô thị Kalsdorf bei Graz có diện tích 15,08 km², dân số thời điểm cuối năm 2008 là 5324 người.
Kalsdorf có cự ly khoảng 13 km phía nam của Graz gần sông Mur.
Các đơn vị hành chính Katastralgemeinden: Forst, Thalerhof, Großsulz và Kleinsulz.